# Vita Žerjal Pavlin
Vita Žerjal Pavlin, slovenska pesnica in literarna zgodovinarka, * 13. december 1963, Postojna.

## Življenjepis
Osnovno šolo je obiskovala v Šempetru in Solkanu. Po gimnaziji v Novi Gorici je leta 1987 na Filozofski fakulteti Univerze v Ljubljani diplomirala iz slovenskega jezika in književnosti ter novinarstva. Za diplomsko nalogo Novi val slovenske poezije osemdesetih let (mentor prof. dr. Boris Paternu) je prejela univerzitetno Prešernovo nagrado. Po diplomi se je kot novinarka zaposlila na Teletekstu ljubljanske televizije, od leta 1989 pa je srednješolska profesorica slovenščine, od leta 1992 na Srednji šoli za oblikovanje in fotografijo v Ljubljani. Sodeluje v komisiji za natečaj za srednješolski haiku, ki ga organizira Gimnazija Vič Ljubljana. Med leti 2015 in 2019 je bila predsednica Slavističnega društva Ljubljana. Je poročena in mati dveh otrok.

## Delo
Leta 2007 je doktorirala na Filozofski fakulteti Univerze v Ljubljani in rezultate tega dela objavila v monografiji Lirski cikel v slovenski poeziji 19. in 20. stoletja (2008). V letih 2008-2011 je kot asistentka sodelovala s slovenistiko na Univerzi v Novi Gorici. Njena strokovna pozornost je namenjena predvsem poeziji: napisala je več recenzij pesniških zbirk ter nekaj strokovnih in znanstvenih prispevkov. Leta 2014 je z Vido Mokrin Pauer uredila zbornik goriškega literarnega kluba Govorice. Leta 1982 je ob pomoči tedanje Kulturne skupnosti Nova Gorica izdala svojo prvo pesniško zbirko Pljusknem preko okna. Leta 2019 je postala članica Društva slovenskih pisateljev.

## Izbrana bibliografija
Poezija:
- 1982 Pljusknem preko okna, Kulturna skupnost Nova Gorica. (COBISS)
- 1991 Prelivanja: zbornik literarnega kluba iz Nove Gorice, Literarni klub iz Nove Gorice. (COBISS)
- 1996 Uglaševalni  ton, Karantanija, Ljubljana 2007 Antologija slovenskih pesnic 3, Založba Tuma, Ljubljana. (COBISS)
- 2013 Široka, Apokalipsa, Ljubljana 2014 Govorice: zbornik goriškega literarnega kluba, Goriški literarni klub Govorica, Nova Gorica. (COBISS)

Monografija:
- 2008 Lirski cikel v slovenski poeziji 19. in 20. stoletja, Založba ZRC, ZRC SAZU, Ljubljana. (COBISS)

Članki
- Pesemski cikli Ljudmile Poljanec in Vide Jeraj. V: Slovenski jezik in njegovi sosedje. Ljubljana: Zveza društev Slavistično društvo Slovenije, 2019.
- Šolske poti k Marici Nadlišek Bartol (1867-1940) in njenim literarnim upodobljenkam s konca 19. stoletja. Slovenščina v šoli. ISSN 1318-864X. - Letn. 21, [št.] 3 (2018), str. 32-42, 71. (COBISS)
- Slovenkine pesnice.V: Slovenka: prvi ženski časopis (1897-1902). Ljubljana: Znanstvena založba Filozofske fakultete, 2017. (COBISS)
- Razpiranje pesmi Irene Žerjal. V: Ženska literarna ustvarjalnost na Primorskem. Trst: Mladika: Slavistično društvo Trst-Gorica-Videm, 2017.

## Recenzije o delu Vite Žerjal Pavlin
- Kermauner, Taras, Poezija slovenskega zahoda, 1. del. Maribor: Založba Obzorja. 1990. 136-143.
- Kolšek, Peter, Vita Žerjal Pavlin: Uglaševalni ton: recenzijski izvod, Ljubljana: Delo. Let. 39, št. 256 (6. XI. 1997), str. 15.
- Lutman, Andrej, Videnje in glas: Vita Žerjal Pavlin Uglaševalni ton. Ljubljana: Sodobnost, št. 11/12 (1997), str. 1018-1019.
- Kovačič, Ines, Uglaševalni ton. Nova Gorica, Koper: Primorska srečanja. Let. 22, št. 201 (1998), str. 85-86.
- Štucin, Jože, "Glasni ob mizicah sedimo". Nova Gorica, Koper: Primorska srečanja. Let. 22, št. 201 (1998), str. 82.
- Osti, Josip, Tek pod mavrico. Obredja vsakdanjosti. Ljubljana: Društvo Apokalipsa. 2008. 197-200.
- Kernev-Štrajn, Jelka, Daljave in bližine. Ljubljana: Delo.  Leto 56, št. 58 (11. mar. 2014), str. 14.
- Potisk, Martina, Vita Žerjal Pavlin, Široka. Ljubljana: Literatura. Letn. 26, št. 276 (jun. 2014), str. 163-164.